# Épaulette (mode)
Pour les articles homonymes, voir Épaulette.

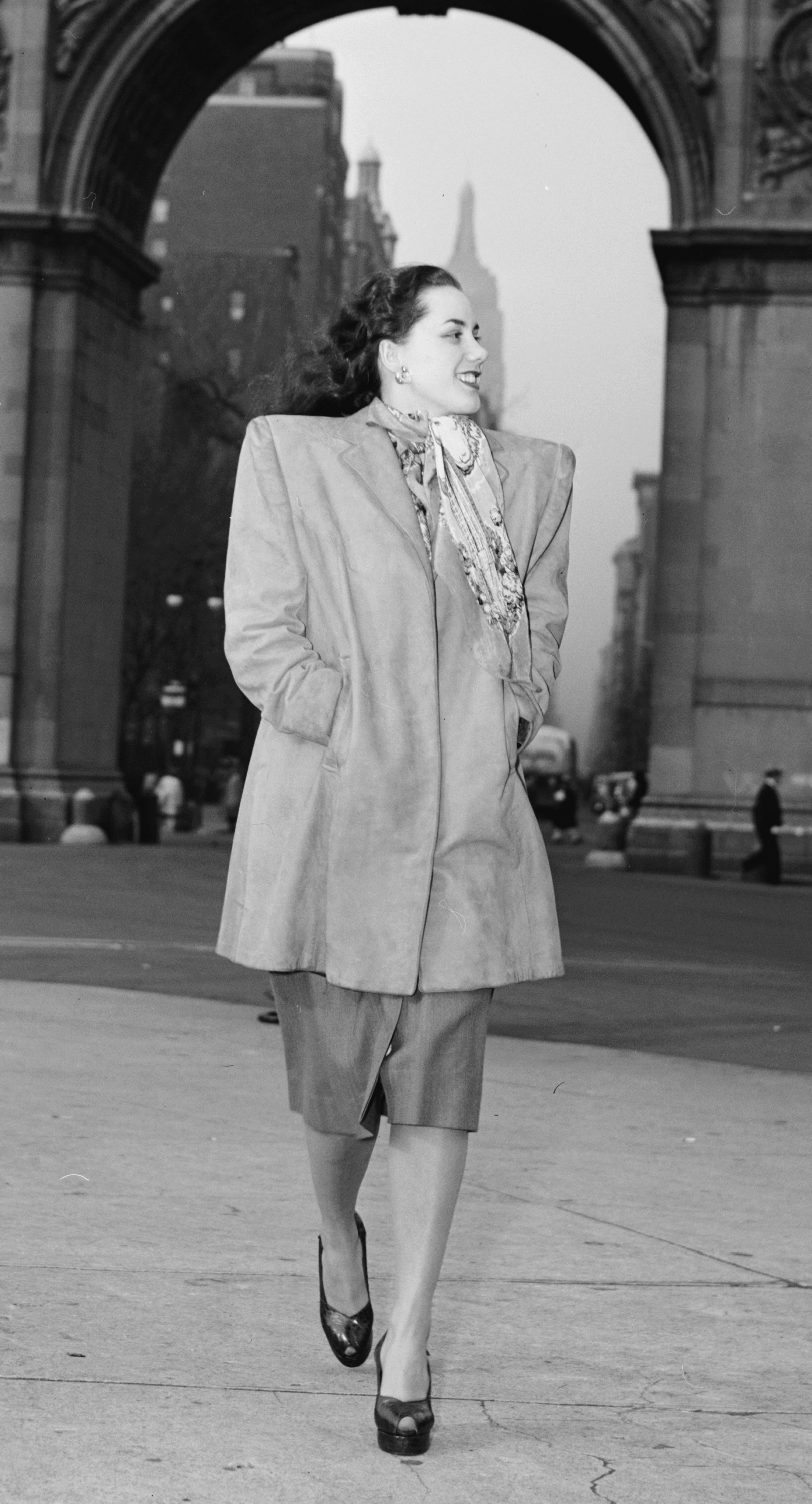
La chanteuse de jazz Ann Hathaway (1925-1997) avec une veste à épaulettes, Washington Square, New York, mai 1947.

L’épaulette est un rembourrage sur l'épaule, qui sert à rehausser un vêtement pour lui donner de l’aplomb et pour accentuer la carrure. Les épaulettes sont également appelées paddings ou américaines.

## Matières
Les épaulettes sont faites en ouate, coton, mousse, feutre ou cuir.

## Sécurité
Les épaulettes peuvent être des coques de fer ou de plastique rigide utilisé en sport automobile dans les blousons de moto. En sport comme le hockey ou le football américain on parle d’épaulière.

## Mode dans l’histoire

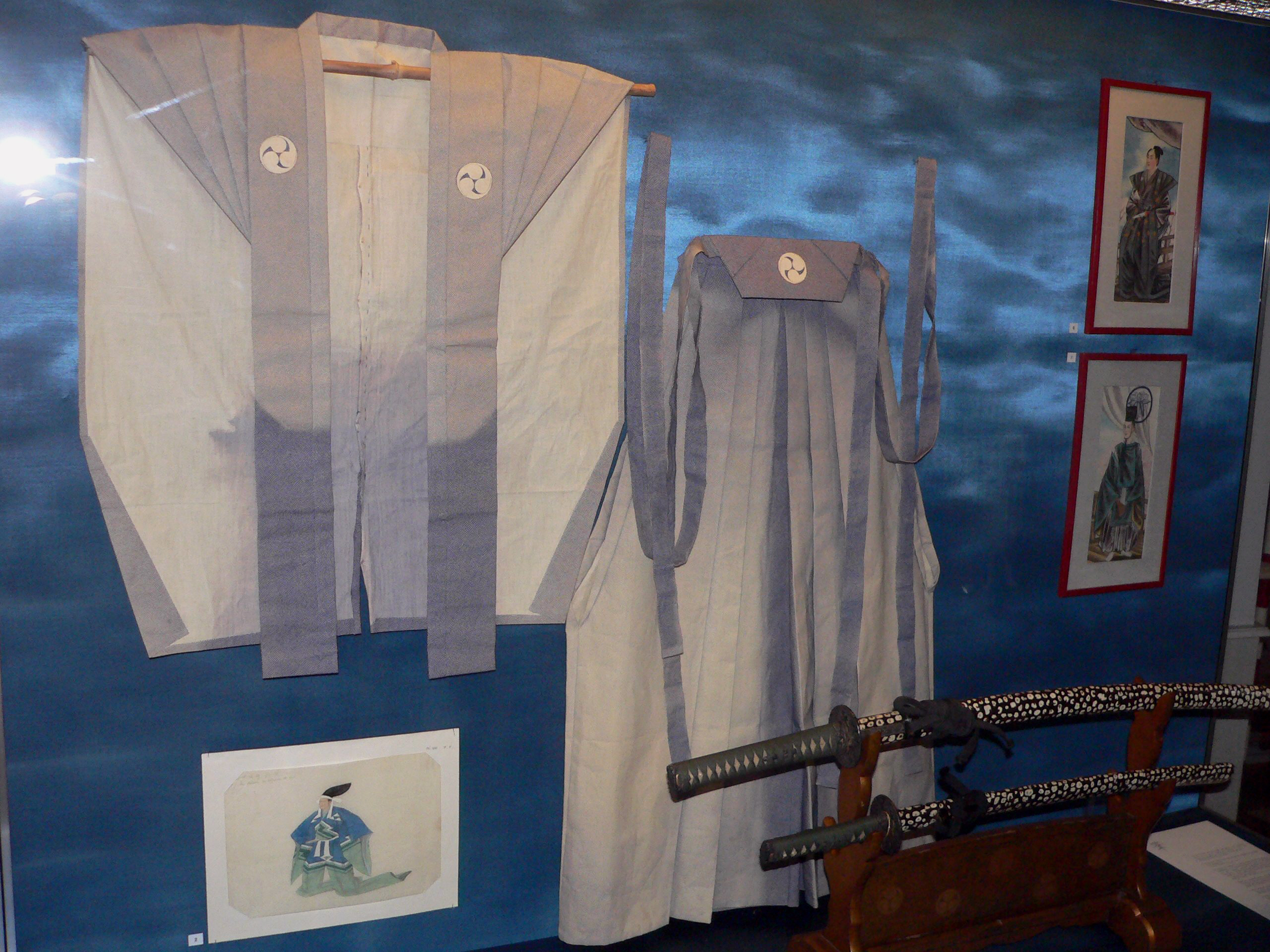
Kamishimo

Au XIIe siècle au Japon les samouraïs introduisirent le kamishimo, une surveste sans manches avec de larges  épaulettes.
Au XVe siècle en France les hommes remplacent les jaquettes par des cottes-hardie munies d’épaulette.
Au XVIe siècle en Italie les épaulettes deviennent à la mode, car elles permettent d’accentuer la forme de la silhouette en cône.
Très à la mode pendant la Seconde Guerre mondiale elles rappellent la coupe carrée des uniformes. Les épaulettes rembourrées sont ainsi un standard du vestiaire masculin des années 1940, 1950 et 1960.
Une nouvelle fois, elles reviennent sur le devant de la scène dans les années 1980 avec la mode des carrures imposantes. Psychologiquement des épaules droites sont assimilées à des personnes fiables « qui ont les épaules solides ». Après cette décennie, cet usage perd en popularité.
Toujours utilisées au XXIe siècle, elles sont plus discrètes : elles sont utilisées sur les tailleurs ou les manteaux. Pour les costumes, elles sont de nos jours oubliées pour des coupes étroites.

## Formes
Les épaulettes peuvent prendre de nombreuses formes : avec rabat, pagode, tailleur, avec pâte de fixation, avec manche montée, raglan, détachable, sur les sous-vêtements, recouverte de tissus ou brut[réf. nécessaire].

## Accessoires de mode
Les épaulettes sont le complément indispensable des créateurs[réf. nécessaire] pour les lignes d'épaule et la forme générale du vêtement. À chaque silhouette, carrée, structurée, trapèze, triangle, ronde, raglan, pagode... correspond un type d'épaulette particulier qui se décline en fonction des tailles et du toucher souhaité. Les épaulettes entrent dans la fabrication des vestes, manteaux, tailleurs, imperméables, mais aussi robes, chemisiers, pulls et tee shirt. Généralement les épaulettes peuvent être nettoyées à sec, mais elles peuvent aussi être lavables en machine, en fonction des matières utilisées pour leur composition. La cigarette de manche vient compléter idéalement l'épaulette pour un meilleur tombé de la manche, dans les vestes tailleurs et manteaux.

## En complément
Pour une meilleure finition, il est possible en complément des épaulettes d'utiliser des cigarettes de manches entre la tête de manche et l’épaule[réf. nécessaire].